# راي مولر
راي مولر (بالإنجليزية: Ray Mueller)‏ هو لاعب كرة قاعدة أمريكي، ولد في 8 مارس 1912 في بيتسبرغ في الولايات المتحدة، وتوفي في 29 يونيو 1994 في Lower Paxton Township, Pennsylvania ‏ في الولايات المتحدة.

## وصلات خارجية
- راي مولر على موقع دوري كرة القاعدة الرئيسي (الإنجليزية)
- راي مولر على موقعبيزبول رفرنس.كوم (الدوري الرئيسي) (الإنجليزية)
- راي مولر على موقعبيزبول رفرنس.كوم (الدوري الثانوي) (الإنجليزية)